# Capital Bra
Capital Bra (noto anche come Joker Bra), pseudonimo di Vladyslav Balovatsky (in russo Владислав Баловацкий?, Vladislav Balovackij; Siberia, 23 novembre 1994), è un rapper russo naturalizzato tedesco, l'interprete col maggior numero di stream in Germania, nonché quello di maggior successo del XXI secolo secondo Billboard.

## Biografia
Nato in Siberia da genitori ucraini, ha trascorso la sua giovane età nel quartiere berlinese di Alt-Hohenschönhausen dopo che la madre ha deciso di trasferirsi in Germania per trovare una vita migliore per il proprio figlio.
Nel corso degli anni Capital Bra ha pubblicato dieci album in studio complessivi, di cui cinque collocatisi in vetta alle Offizielle Deutsche Charts e tre certificati disco d'oro dalla Bundesverband Musikindustrie con oltre 100 000 unità vendute ciascuno. Nella classifica dei singoli tedesca ha ottenuto oltre 100 entrate, di cui almeno venti hanno raggiunto il vertice e otto sono state certificate platino dalla BVMI per aver venduto 400 000 unità ciascuna.

## Discografia

### Album in studio
- 2016 – Kaku Bra (accreditato come Capital)
- 2017 – Makarov komplex
- 2017 – Blyat
- 2018 – Berlin lebt
- 2018 – Allein
- 2018 – CB6
- 2020 – CB7
- 2022 – 8
- 2024 – Vladyslav

### Album collaborativi
- 2019 – Berlin lebt 2 (con Samra)
- 2022 – Deutschrap brandneu (con Farid Bang)

### EP
- 2017 – Ibrakadabra
- 2024 – Unreleased EP (con Caps)

### Singoli
- 2018 – Melodien (feat. Juju)
- 2018 – Fightclub (feat. Samra & AK Ausserkontrolle)
- 2018 – Roli Glitzer Glitzer
- 2018 – Ich liebe es (feat. Xatar & Samy)
- 2018 – Allein
- 2018 – Feuer
- 2018 – Benzema
- 2018 – Prinzessa
- 2019 – Khabib (con Gringo, HK e Kalazh44)
- 2019 – Teuer
- 2019 – Free Semi (con Berkan)
- 2019 – Capital Bra je m'appelle
- 2019 – Wir ticken (con Samra)
- 2019 – Cherry Lady
- 2019 – Wieder Lila (con Samra)
- 2019 – Royal Rumble (con Kalazh44, Nimo, Luciano e Samra)
- 2019 – Tilidin (con Samra)
- 2019 – Zombie (con Samra)
- 2019 – Der Bratan bleibt der gleiche
- 2020 – 100k Cash (con Samra)
- 2020 – Berlin (con Samra)
- 2020 – Nicht verdient (feat. Loredana)
- 2020 – Komm komm
- 2020 – Bam Bam (con Gringo)
- 2020 – Ich weiß nicht mal wie sie heißt (feat. Bozza)
- 2020 – Andere Welt (feat. Clueso & KC Rebell)
- 2020 – Frühstück in Paris (feat. Cro)
- 2020 – Berlin lebt immer noch
- 2020 – B.L.F.L. (con Azet)
- 2021 – Aventador (con Jamule)
- 2021 – Unter verdacht (con Ngee)
- 2021 – Sommer (con Beatzarre & Djorkaeff e Lea)
- 2021 – Vergib mir (con Ngee)
- 2021 – Kampfsport (con Farid Bang)
- 2021 – Die zwei kenn ich (con King Khalil)
- 2021 – Mbappé (con Farid Bang e Kontra K)
- 2021 – Die Wahrheit ist kein Hit
- 2021 – Hops (con Ngee)
- 2021 – Gib ihr Flex (con Ngee)
- 2021 – Ein Jahr (con Montez)
- 2022 – Quit (con MVNA e A.R.T.)
- 2022 – Auf die Feinde (con RAF Camora)
- 2022 – Nur ein Song (I Need Some Sleep)
- 2022 – Stop Wars (con Kontra K e Kalazh44)
- 2022 – Gott ist mein Zeuge
- 2022 – Karma (con Farid Bang)
- 2022 – Keine Politik (con Kalazh44)
- 2022 – Karma (con Farid Bang)
- 2022 – Molotov (con Farid Bang e Kollegah)
- 2022 – Beretta (con Farid Bang e Sanna)
- 2022 – Echte Berliner (con Ngee)
- 2022 – Renn Renn (con Farid Bang e Haftbefehl)
- 2022 – Gottes Plan (con Ra'is e Ngee)
- 2022 – Musik (con Lucry & Suena)
- 2022 – November Rain (con Kalazh44)
- 2022 – 0Uhr26 (con Lucry & Suena)
- 2022 – Ballerlaika
- 2022 – UUU (con Noah)
- 2022 – Vija vija (con DJ Gimi-O)
- 2023 – Kein Platz
- 2023 – BMDBM (con Milonair)
- 2023 – AK47 (con Pano)
- 2023 – Bentley in weiß
- 2023 – Belly Dance (con Pano)
- 2023 – Hundert Jahre Eiszeit (con Arlinda e Pano)
- 2023 – Giuseppe Zanotti
- 2023 – El naseeni (con Ilatch)
- 2023 – Wesh bira (con Ozan)
- 2023 – Ale ale
- 2023 – Bra Musik (con Ozan e Ilatch)
- 2023 – Was geht (con Otto)
- 2023 – Dubai lebt (con Jigzaw)
- 2023 – Ja Capi
- 2023 – Arkham Asylum (come Joker Bra)
- 2024 – Es tut mir leid
- 2024 – Regen auf der Fahrbahn (con Sido e Gringo)
- 2024 – Schwarzes Haus
- 2024 – Kaputte Nikes (con 1986zig)
- 2024 – Neymar 2 (con Underamor Clique feat. Caso & Miclo)
- 2024 – Kein Liebeslied
- 2024 – Dum Dum
- 2024 – Kreide 2 (con King Khalil)
- 2024 – Lavendel
- 2024 – Liebe ist…
- 2024 – Give Me Money (con Caps)
- 2024 – Narco Narco
- 2024 – Paranoia (con Caps)
- 2024 – Ferragamo (con De Facto)
- 2024 – Jung & aggressiv (con Saad e Gringo)
- 2024 – Sehr dreckig (con Kalazh44)
- 2024 – Beef (con Ozan Bra)